# Business English
Business English (język angielski biznesowy) - należy do szerszej kategorii języka angielskiego dla konkretnych potrzeb i jest pojęciem stosowanym w nauczaniu języka angielskiego.
Business English może być rozumiany co najmniej na dwa sposoby:
1. jako nauka słownictwa angielskiego używanego w świecie biznesu, handlu, finansów i relacji międzynarodowych[1][2].
2. Jako nauka słownictwa i umiejętności, które są potrzebne do komunikacji w języku angielskim w środowisku międzynarodowym w sytuacjach takich jak spotkania, prezentacje, negocjacje, pisanie emaili, rozmowy telefoniczne i inne[3][4].

Zazwyczaj materiały służące do nauczania Business English zawierają też wiedzę kulturową potrzebną do bezproblemowej współpracy międzynarodowej. Przykładowo, informują, w jakich kulturach wita się poprzez ukłon, w jakich podaje się rękę albo kiedy wręcza się upominki i kiedy się je otwiera.
Zarówno rodzimi użytkownicy języka angielskiego, jak i osoby poznające go jako język obcy mogą uczyć się Business English. 
W wypadku osób anglojęzycznych nauka Business English może oznaczać przyswajanie etykiety i wyrażeń związanych z telefonowaniem i pisaniem emaili, słownictwo przydatne do prezentowania po angielsku oraz inne słownictwo związane z ich przyszłą pracą.
Osoby uczące się języka angielskiego jako obcego mogą uczyć się w ten sam sposób co rodzimi użytkownicy języka angielskiego, ale mogą też wybrać kursy i podręczniki językowe przeznaczone dla nienatywnych użytkowników języka angielskiego. Takie materiały rozszerzają naukę o uczenie się rozumienia mówionego angielskiego, poprawną wymowę słów angielskich, właściwe użycie gramatyki itp.